# جاستن فريمان
جاستن فريمان (بالإنجليزية: Justin Freeman)‏ هو لاعب كرة قاعدة أمريكي، ولد في 22 أكتوبر 1986 في ماكون في الولايات المتحدة.

## وصلات خارجية
- جاستن فريمان على موقع دوري كرة القاعدة الرئيسي (الإنجليزية)
- جاستن فريمان على موقعبيزبول رفرنس.كوم (الدوري الرئيسي) (الإنجليزية)
- جاستن فريمان على موقعبيزبول رفرنس.كوم (الدوري الثانوي) (الإنجليزية)
- جاستن فريمان على موقع إي إس بي إن.كوم (أم.أل.بي) (الإنجليزية)
- جاستن فريمان على موقع مشجعي الرسوم البيانية (الإنجليزية)